# Doença de Caroli
Doença de Caroli é um distúrbio hereditário raro caracterizado por dilatação cística (ou ectasia) dos ductos biliares no fígado. Existem dois padrões de doença de Caroli: a doença focal ou simples consiste em ductos biliares anormalmente alargados que afetam uma porção isolada do fígado. A segunda forma é mais difusa e, quando associada à hipertensão portal e fibrose hepática congênita, é frequentemente chamada de "síndrome de Caroli". As diferenças subjacentes entre os dois tipos não são bem compreendidas. Também está associada a insuficiência hepática e doença renal policística. A doença afeta cerca de uma em 1 milhão de pessoas, com mais casos relatados de síndrome de Caroli do que de doença de Caroli.
É distinta de outras doenças que causam dilatação ductal causada por obstrução, por não ser um dos muitos derivados do cisto de colédoco.

## Prognóstico
A mortalidade é indireta e causada por complicações. Depois que a colangite ocorre, os pacientes geralmente morrem entre 5 e 10 anos.

## História
Jacques Caroli, gastroenterologista, primeiro descreveu uma condição congênita rara em 1958 em Paris, França. Ele o descreveu como "dilatação segmentar multifocal sacular ou fusiforme não obstrutiva dos ductos biliares intra-hepáticos"; basicamente, observou ectasia cavernosa na árvore biliar, causando uma doença hepatobiliar crônica e com risco de vida. Caroli, nascido na França em 1902, aprendeu e praticou medicina em Angers. Após a Segunda Guerra Mundial, foi chefe de serviço por 30 anos em Saint-Antoine, em Paris. Antes de morrer em 1979, foi homenageado com o posto de comandante da Legião de Honra em 1976.